# Steen op Steen, Plank op Plank
Steen op Steen, Plank op Plank is het vijfde album uit de stripreeks Orphanimo!!. Het album verscheen op 8 december 2004

## Verhaal
De F.O.T.O.-kerels brengen Alice terug en ze merkt dat er een foto van Jimjim en haar ontbreekt. Vallalkozo toont Hanz nepgeld dat hij liet drukken als toegangsbewijs voor de V-building. Vallalkozo komt te weten dat al zijn aandeelhouders hun aandelen verkocht hebben, maar net als hij wil vertellen wie ze gekocht heeft zet Hanz het videoscherm uit en maakt Vallalkozo wijs dat de schermen kapot zijn.
Vic zegt tijdens een Orphanimo!!-meeting dat hij vindt dat Alice de € 1.400.000,00 had moeten aanvaarden. De discussie hierover wordt onderbroken omdat ze naar school moeten. Omdat de hoofdleiding kapotgevroren is, hebben ze geen water meer. Als Alice mee met de kinderen naar de brug is gewandeld, en ze de kinderen op de bus heeft gezet, stopt Vallalkozo met zijn limousine en nodigt haar uit in zijn limo. Vallalkozo vertelt wat over zichzelf, maar wanneer hij zegt dat ze alle twee een geliefde hebben verloren, wordt Alice kwaad. Om haar te overtuigen zegt Vallalkozo dat hij voor haar stopt met roken en gooit zijn sigaar uit het raam. Ze vliegt echter in de zak van Hanz die buiten staat.
Alice vraagt of Vallalkozo voor haar zijn V-building zou opgeven en hierop antwoordt hij dat hij creatief genoeg is en dat hij wel een manier vindt om allebei te krijgen. Alice stapt kwaad uit de auto. Vallalkozo en Hanz rijden weg en de limousine schiet in brand door de sigaar. Als hij terug thuis is, komt Ursula binnen. Gri-Gri was haar spreekbeurt over een boek in de klas doen, maar is dat vergeten. Daarom neemt ze het dagboek van Archibald en doet daar haar spreekbeurt over. Terwijl ze het boek vasthoudt, merkt ze dat een tekening een ondersteboven getekend galjoen is. Alice vraagt aan de ouders van Jimjim om de foto van hen beiden nog een af te drukken. Tijdens het gesprek met Vallalkozo merkt Ursula dat hij is gestopt met roken. Ze vraagt op wie hij nu verliefd is, omdat hij altijd als hij verliefd is stopt met roken. Terwijl Bruno aan het dweilen is met regenwater, stort een deel van de kluit naar beneden. Alice kan Bruno en Minky nog net houden.
Als de kinderen thuiskomen van school deelt Alice ze mee dat ze heeft besloten om het huis te verkopen. Alice loopt met de wezen het kantoor van Vallalkozo binnen en zegt tegen Vallalkozo dat ze haar huis verkoopt. Hanz gaat naar de 99ste verdieping het geld halen. Bruno zegt tegen Praline dat hij een plannetje heeft zodat ze mee kan. Hanz vult het koffertje met het nepgeld van Vallalkozo en alleen de bovenste biljetten zijn echt. Bruno neemt afscheid van Praline, maar Raspoetin ruikt aan de koffer dat Praline erin zit. Alice verlaat de flat van Vallalkozo en neemt de bus naar de rand van de stad. Ineens schiet haar echter te binnen dat Vallalkozo haar huis steen op steen, plank op plank ergens anders kan herbouwen. Bruno neemt het stuur van de bus over en ze rijden terug. Als ze aan het appartement aankomen, laat Hanz hen niet binnen en laat de security hen in de bus terugstoppen. Onderweg stopt de beveiliging en ze nemen een taxi. Hari's vader belt hem en stelt voor hun bedrijven te laten samensmelten (zijn vader zit in de immobiliënsector). Hij belt Monty (sloper) om Alice's huis steen op steen plank op plank ergens anders te zetten en neemt de helikopter en vliegt naar het jacht van zijn vader. De wezen zijn aangekomen bij de ouders van Jimjim en mogen in een oude caravan slapen. Omdat ze zich niet van de indruk kunnen ontdoen dat er iets niet klopt met het geld kijken ze het nog eens na en bemerken het bedrog. Ursula heeft Hanz door en deze geeft alles toe. Ursula eist de helft van de aandelen, anders vertelt ze alles aan Vallalkozo. Hanz geeft toe.
Alice gaat in een wegrestaurant werken om toch geld te hebben. Ze bemerkt cameramensen van NOW-TV. Ondertussen hebben de wezen een vergadering gehouden in de caravan en besluiten binnen te dringen in Vallalkozo's appartement langs de weg die Bruno gebruikte om bij Praline te komen. Bruno start de auto die voor de caravan hangt en ze zijn weg. De wezen komen aan op de kluit en verstoppen zich in de kelder nadat Hanz hen heeft opgemerkt. Alice hoort dat een van de NOW-TV-filmmensen een oproep krijgt om de kluit te filmen. Alice gaat zegt dat ze hun derde man, die op het toilet zit, gaat halen, maar ze slaat hem neer, trekt zijn kleren aan en stapt in de helikopter. Ondertussen is de security het huis op de kluit binnengedrongen om de wezen te zoeken, die verstopt zitten. Bruno leidt Sharp door de geheime kelder.
Gri-Gri verstopt zich in de scheur die er kwam toen een deel van de kluit afbrokkelde. Ze valt echter en ziet dat het galjoen uit het dagboek van Archibald zich in de kluit bevindt. Vic en Trish verstoppen zich in de doos van een verkeerd geleverde stofzuiger. De security-mensen laten de poetsvrouwen de stofzuiger gaan halen, zodat Vic en Trish mee in de building van Vallalkozo worden gesmokkeld. Sharp en Bruno nemen de lift in het gebouw van Vallalkozo en ze beginnen te zoeken. Ursula ontdekt Bruno die op zoek is naar Praline. Alice zit als cameraman op de helikopter en ziet hoe het luchtschip van Monty toekomt...